# Gregor Werum
Gregor Werum (* 8. Juni 1977 in Wiesbaden) ist ein ehemaliger deutscher Handballspieler. Er spielte zuletzt in der Handball-Bundesliga für die HSG Wetzlar.
Die Spielposition des verheirateten Diplom-Betriebswirtes war am Kreis. Seine Karriere begann Werum Mitte der 1990er-Jahre beim Zweitligisten Eintracht Wiesbaden. Anschließend wechselte er im Jahr 1999 zur SG Wallau/Massenheim. Am 16. Juni 2004 verließ er die Wallauer und ging zum damaligen Zweitligisten SG Kronau-Östringen. Mit den „Kröstis“ schaffte er 2004 den Aufstieg in die erste Bundesliga. Im Oktober 2005 wechselte er dann zur HSG Wetzlar. Im Sommer 2010 beendete er seine sportliche Laufbahn.

## Erfolge
- A-Jugend Vizemeisterschaft 1996[4]
- Aufstieg in die 1. Bundesliga